# Cycloptilum eustatiensis
Cycloptilum eustatiensis är en insektsart som beskrevs av Bland och Desutter-grandcolas 2003. Cycloptilum eustatiensis ingår i släktet Cycloptilum och familjen Mogoplistidae. Inga underarter finns listade i Catalogue of Life.